# Мискиммин, Питер
Питер Энтони Мискиммин (англ. Peter Anthony Miskimmin, 20 ноября 1958, Крайстчёрч, Новая Зеландия) — новозеландский хоккеист (хоккей на траве), полевой игрок. Участник летних Олимпийских игр 1984 и 1992 годов.

## Биография
Питер Мискиммин родился 20 ноября 1958 года в новозеландском городе Крайстчёрч.
В 1984 году вошёл в состав сборной Новой Зеландии по хоккею на траве на летних Олимпийских играх в Лос-Анджелесе, занявшей 7-е место. Играл в поле, провёл 7 матчей, забил 1 мяч в ворота сборной Кении.
В 1992 году вошёл в состав сборной Новой Зеландии по хоккею на траве на летних Олимпийских играх в Барселоне, занявшей 8-е место. Играл в поле, провёл 7 матчей, мячей не забивал.
В апреле 2008 года стал исполнительным директором фирмы Sport and Recreation New Zealand.
Был назначен президентом Олимпийского клуба Новой Зеландии.

## Семья
Старший брат Питер Мискиммина Брент Мискиммин (род. 1956) также играл за сборную Новой Зеландии по хоккею на траве, в 1984 году участвовал в летних Олимпийских играх в Лос-Анджелесе.